# Chalinolobus dwyeri
Chalinolobus dwyeri é uma espécie de morcego da família Vespertilionidae.
Endêmica da Austrália, onde pode ser encontrado em localidades esparsas no leste de Nova Gales do Sul e no sudoeste de Queensland.